# 劉海 (洪武進士)
劉海，福建漳州府龍溪縣人，明朝政治人物、進士出身。

## 生平
洪武十七年，福建鄉試中舉。
洪武二十一年（1388年），登進士，授监察御史。